# Scott Rigell
Edward Scott Rigell (ur. 28 maja 1960) – amerykański polityk, członek Partii Republikańskiej i kongresman ze stanu Wirginia (2011-2017).